# Kamjanka-Buzka
Kamjanka-Buzka (Кам'янка-Бузька, oroszul Каменка Бугская) város Ukrajna Lvivi területének északi részén, a Kamjanka-Buzkai járás székhelye. 1944 előtt a Kamionka Strumilowa (Kamenka-Sztrumilovszkaja) nevet viselte. A Nyugati-Bug partján fekszik, Lvivtől 40 km-re északkeletre, a Lviv-Luck főútvonal és vasútvonal mentén. 2001-ben 11,7 ezer lakosa volt. Parkettagyártás, lenfeldolgozás, tejipar, szövőüzem. Helytörténeti múzeum, három templom (köztük a Szt. Miklós-fatemplom).

## Története
Első írásos említése 1441-ből származik (Dimosin néven). Nevét a környékén gyakori kősziklákról (kameny) kapta, valamint akkori hűbéruráról, Jerzy Strumilloról. 1471-ben lakói polgárjogot kaptak és templomot építettek, 1509-ben pedig a magdeburgi városi jogokat is megkapta. A 16. században fontos kereskedelmi állomás volt, ekkoriban városfallal is rendelkezett. 1589-ben engedélyezték a zsidók letelepedését a városban. 1662-ben a svédek ostromolták. 1772-ben Ausztriához csatolták Galícia tartomány részeként. 1886-ban 5,7 ezer lakosa volt, melynek 55%-a zsidó vallású volt. 1920-1939 között Lengyelországhoz tartozott. 1940 óta járási (rajon) székhely.

## Külső hivatkozások
- Történelem, nevezetességek (oroszul)
- A város környéke szovjet katonai térképen Archiválva 2012. december 12-i dátummal az Archive.is-en